# Агус
Агустин Гарсия Иньигес (исп. Agustín García Íñiguez; род. 3 мая 1985[…], Бонете, Кастилия-Ла-Манча), более известный как Агус — испанский футболист, центральный защитник.

## Клубная карьера
Агус является воспитанником клуба «Альбасете», он выступал за молодёжный и дублирующий составы клуба. В сезоне 2004/2005 он провёл семь матчей за первую команду в Примере. Летом 2005 года Агус перешёл в клуб «Реал Мадрид Кастилья», в составе которого за три сезона в Сегунде и Сегунде B 91 матч и забил три гола. В сезоне 2007/2008 он играл на правах аренды в «Сельте».
В 2009 году Агус перешёл в «Кордову». За два сезона в этой команде он сыграл в Сегунде 56 матчей и три гола. Летом 2011 года Агус перешёл в мадридский «Алькоркон», с которым подписал контракт на два года. Там он был одним из лидеров и за сезон отыграл в стартовом составе 40 матчей, в которых забил два гола.
Летом 2012 Агус подписал четырёхлетний контракт с турецким клубом «Ордуспор», выступавший в турецкой Суперлиге. Команда, которую тренировал Эктор Купер, хорошо начала сезон и после восьми туров занимала второе место в турнирной таблице, однако дальше произошёл спад, приведший к вылету из Суперлиги. По окончании сезона Агус, который был основным центральным защитником, покинул «Ордуспор».
В июле 2013 года Агус в статусе свободного агента подписал трёхлетний контракт с «Мальоркой». Летом 2015 года Агус договорился с руководством «Мальорки» о досрочном расторжении контракта и в статусе свободного агента подписал трёхлетний контракт с «Альбасете».
27 января 2016 года Агус подписал контракт с клубом МЛС «Хьюстон Динамо». В американской лиге дебютировал 23 апреля 2016 года в матче против «Коламбус Крю». 9 июня 2017 года «Хьюстон Динамо» отчислил Агуса.
10 июля 2017 года Агус в статусе свободного агента заключил контракт с клубом «Эсбьерг», выступавшим в первой лиге Дании. Соглашение было рассчитано на два года.
26 июля 2019 года Агус подписал контракт с клубом АТК из Индийской суперлиги.

## Карьера в сборной
Агус провёл один матч за сборную Испании (до 20 лет). Это была игра молодёжного чемпионата мира 2005 против молодёжной сборной Гондураса (3:0).